# Frambösie
Frambösie ist eine in tropischen Regionen auftretende nicht-venerische Infektionskrankheit aus der Gruppe der tropischen Treponematosen, die durch das Bakterium Treponema pertenue hervorgerufen wird.

## Krankheitsbezeichnung
Die Bezeichnung Frambösie oder Framboesia tropica für diese Krankheit geht über das französische Wort framboise für Himbeere auf deutsch „Brombeere“ zurück, womit das Aussehen der hervorgerufenen Hautveränderungen, die durch die blutende, höckrige Oberfläche der (früher „böse Blattern“ genannten) Papeln nach Abziehen der Kruste charakterisiert ist, beschrieben wird.
Für diese Erkrankung sind verschiedene weitere Namen geläufig, neben Polypapilloma tropicum und Buba im Deutschen Himbeerseuche oder Himbeerpocken. Im Englischen wird die Krankheit auch Yaws (afrikanischen Ursprungs) genannt, französisch pian, spanisch pián, portugiesisch piã oder bouba, malaiisch heißt sie Parangi oder Paru.

## Erreger
Erreger der Frambösie ist das erstmals von Aldo Castellani 1905 nachgewiesene Bakterium Treponema pertenue aus der Familie der Spirochäten, die auch für die Syphilis verantwortlich sind. Die Übertragung erfolgt durch direkten Kontakt von Haut zu Haut oder Insektenstiche (zum Beispiel Fleischfliegen) oft schon in früher Kindheit oder bei Jugendlichen. Besonders betroffen sind ärmere Bevölkerungsschichten, mutmaßlich aufgrund beengter Lebensverhältnisse.
Der früheste Beleg für eine Verbreitung in Europa fand sich in einem Grab von Pestopfern in Litauen aus dem 15. Jahrhundert.

## Epidemiologie

Länder mit endemischem Vorkommen von Framboesia 2016 und davor.

Vor den breitflächig durchgeführten Therapiekampagnen der WHO in den 1950er-Jahren waren an die 50 bis 100 Millionen Menschen mit Treponema pertenue infiziert. In den 1980er-Jahren traten in der westlichen Hemisphäre weniger als 500 Fälle jährlich auf. Bei der Schätzung der WHO von 1995 ging man von 2 bis 5 Millionen Erkrankten aus. 2007 wurde berichtet, dass sich diese Seuche der armen Landbevölkerung mangels hinreichender Prävention wieder ausbreite, besonders in Afrika, Lateinamerika und Asien. 2015 wurde die Zahl der jährlichen Erkrankungen in 13 Ländern mit 65.000 angegeben; allerdings ist davon auszugehen, dass dabei nicht alle Fälle, insbesondere nicht alle betroffenen Länder, erfasst wurden. 84 % der erfassten Fälle waren in nur drei Staaten aufgetreten (Papua-Neuguinea, Salomonen, und Ghana). Die für 2016 berichteten Fallzahlen waren für die Länder Papua-Neuguinea 33.891, Salomonen 18.082, Indonesien 2762, Elfenbeinküste 1581 und Ghana 1481. 2017 wurde die Zahl der jährlichen Erkrankungen auf 46.000 geschätzt. 2018 meldeten 14 Staaten Fälle der Krankheit an die WHO, wobei Indien 2016 offiziell als von der Krankheit befreit erklärt wurde.

## Symptome

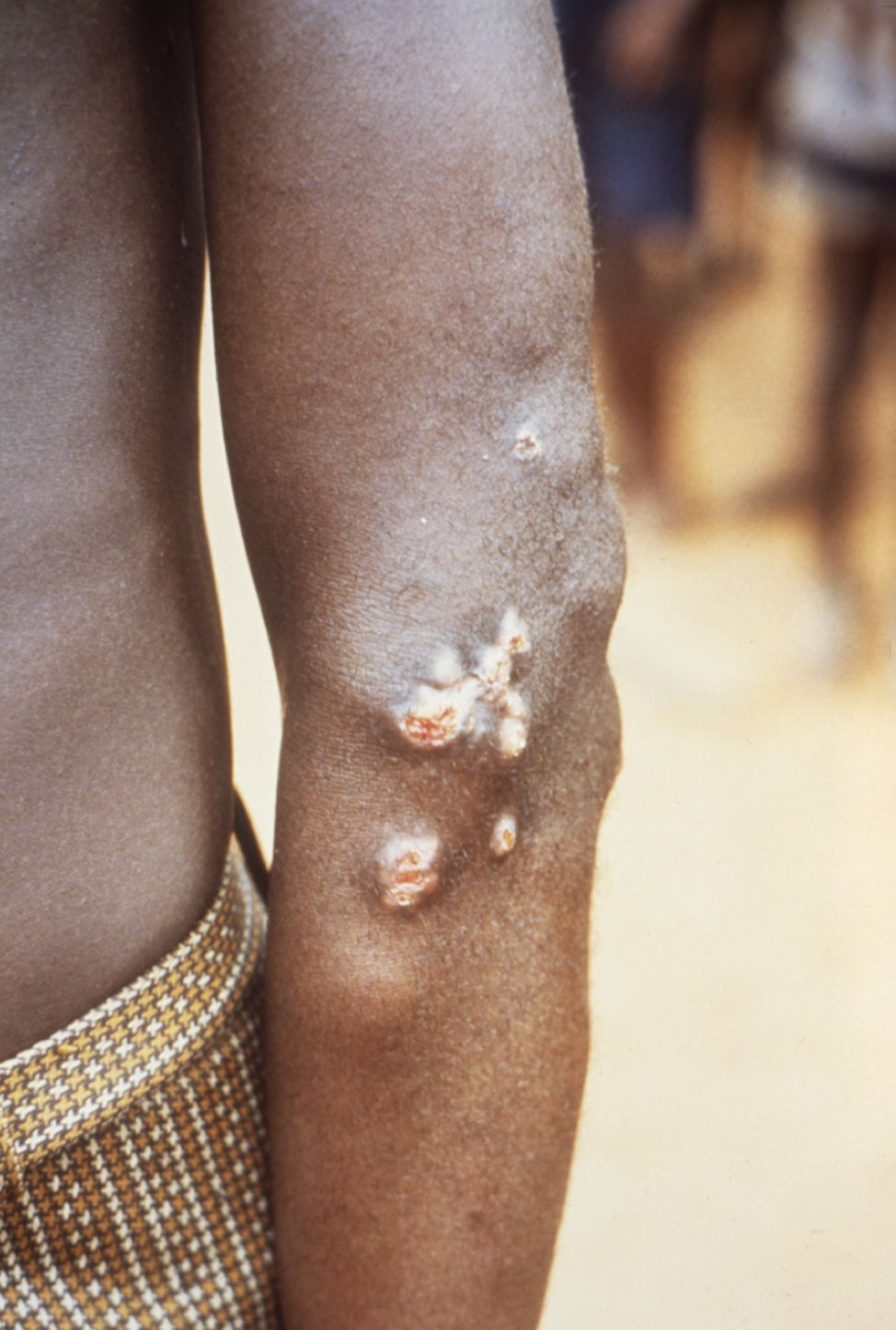
Frambösie

### Erstes Stadium
Nach einer Inkubationszeit von drei bis vier Wochen bildet sich meist am Unterschenkel, bei Kindern auch im Gesicht und bei stillenden Frauen auch an der Brust, als Primäraffekt eine schmerzlose, juckende, nässende „himbeerartige“ Papel – manchmal auch ein schmerzloses Ulcus – aus, das von einer regionalen Lymphknotenschwellung begleitet wird.

### Zweites Stadium
Einige Wochen nach deren Abheilen treten im zweiten Stadium, dem sogenannten Sekundärstadium, generalisiert auch an Handflächen und Fußsohlen Papeln auf, die der Primärläsion ähneln, aber häufig superinfiziert werden.

### Drittes Stadium
Im sogenannten Latenzstadium sind die Patienten für fünf bis zehn Jahre beschwerdefrei, Rezidive können allerdings auftreten.

### Viertes Stadium
Das vierte oder „Tertiärstadium“ der Erkrankung ist durch gummaartige Veränderungen an den Knochen sowie der Gelenke gekennzeichnet, die zu deren Zerstörung führen, so dass zum Beispiel das Schienbein zur Säbelscheidentibia deformiert werden kann. Desgleichen kann es zur Bildung einer Lippen-Kiefer-Gaumenspalte mit Eröffnung der Siebbeinhöhlen und Herauseitern der Augen oder einer Sattelnase, wie etwa bei der Lues, kommen.

## Therapie
Die Krankheit kann durch Antibiotika wie Penicillin mit guten Heilungsaussichten therapiert werden. Eine Studie in Papua-Neuguinea zeigte 2012, dass bei Kindern eine einzige Tablette des Antibiotikums Azithromycin so gut wirkt wie eine Penicillin-Injektion. Dadurch wurde die Therapie erheblich vereinfacht, da das Penicillin per Injektion verabreicht werden muss. Die WHO beschloss daraufhin 2012 eine Strategie zur Auslöschung der Krankheit bis zum Jahr 2020. Der Erfolg dieser Bemühungen wird dadurch bedroht, dass das Bakterium gegen Azithromycin resistent werden kann.